# Terrasini
Terrasini è un comune italiano di 13 066 abitanti della città metropolitana di Palermo in Sicilia. 
Noto centro turistico e culturale della città metropolitana di Palermo presenta una delle chiese più grandi del territorio e il museo del carretto siciliano. Situato a pochi chilometri da Palermo, nei pressi dell'aeroporto Falcone-Borsellino, si affaccia sul Golfo di Castellammare. 

## Clima
Secondo la classificazione climatica di Koppen la città di Terrasini presenta un clima di tipo Csa, ovvero un clima mediterraneo con estati calde, ma temperate dalla presenza del mare, e inverni miti e piovosi.
| Mese                | Mesi | Mesi  | Mesi | Mesi | Mesi | Mesi | Mesi | Mesi | Mesi | Mesi  | Mesi  | Mesi  | Stagioni | Stagioni | Stagioni | Stagioni | Anno  |
| Mese                | Gen  | Feb   | Mar  | Apr  | Mag  | Giu  | Lug  | Ago  | Set  | Ott   | Nov   | Dic   | Inv      | Pri      | Est      | Aut      | Anno  |
| ------------------- | ---- | ----- | ---- | ---- | ---- | ---- | ---- | ---- | ---- | ----- | ----- | ----- | -------- | -------- | -------- | -------- | ----- |
| T. max. media (°C)  | 22   | 27    | 31   | 30   | 41   | 43   | 45   | 48,5 | 36,0 | 30,0  | 28,0  | 25,0  | 24,7     | 34,0     | 45,5     | 31,3     | 33,9  |
| T. media (°C)       | 12,7 | 14,5  | 16,4 | 18,7 | 23,3 | 27,2 | 29,9 | 30,5 | 27,5 | 23,5  | 19,0  | 14,0  | 13,7     | 19,5     | 29,2     | 23,3     | 21,4  |
| T. min. media (°C)  | 0    | 2,7   | 5,3  | 8,0  | 12,0 | 18,0 | 17,0 | 22,0 | 15,0 | 6,0   | 4,0   | −2,0  | 0,2      | 8,4      | 19,0     | 8,3      | 9,0   |
| Precipitazioni (mm) | 97,5 | 110,0 | 78,5 | 65,0 | 36,0 | 18,0 | 7,0  | 32,0 | 65,2 | 105,5 | 118,2 | 122,7 | 330,2    | 179,5    | 57,0     | 288,9    | 855,6 |

## Storia
Il nome Terrasini deriva dal vicino promontorio di Capo Rama, che con l'opposto Capo San Vito forma l'ampio golfo di Castellammare, l'antico "Sinus Aegestanus": proprio dal vicino golfo il territorio cominciò a chiamarsi "Terra Sinus" (terra delle insenature), poi trasformato in "Terrasini".
Una catena di basse montagne circonda l'abitato di Terrasini, che si adagia in una conca pittoresca digradante verso il mare. Il popoloso borgo, di probabile origine tardomedievale, fu dominio feudale dei principi di Carini di casa La Grua Talamanca, i quali agli inizi del XVIII secolo avevano acquistato questo territorio dal barone Donato di Gazzara.
La storia municipale di Terrasini prende le mosse nel 1836 con l'unificazione dei due villaggi limitrofi di Terrasini e Favarotta, nel tratto iniziale del golfo, dominato dalla Torre di Capo Rama. Oggi il promontorio di Capo Rama è stato dichiarato riserva naturale per la ricchezza e varietà della flora e fauna aviaria. Il nucleo più antico della cittadina, a trama regolare, è disposto in lunghi isolati di case basse e bianche, allineate lungo strade linde e dritte convergenti verso il mare, in questo contesto risalta la monumentale chiesa madre ed i due palazzi settecenteschi appartenenti ai principi di Carini, signori feudali di Terrasini fino al XIX secolo: il palazzo La Grua Talamanca, ristrutturato in tempi recenti, ospita oggi il Municipio di Terrasini, mentre il palazzo Cataldi conserva le originarie caratteristiche di un palazzo nobiliare del Settecento.
Intorno al 1200 D.C. con l’arrivo di Re Ruggero, il feudo inabitato di Terrasini ha un padrone: Rodolfo Bonello. Negli anni successivi si susseguirono tanti Principi e Baroni che per secoli sfruttarono il feudo; ma il punto di svolta si ebbe quando arrivò una famiglia di nobili: i La Grua Talamanca, Principi di Carini. Vincenzo III La Grua Talamanca promosse l’insediamento urbano che si sarebbe caratterizzato all’agricoltura e sulla pesca. Su proposta del Principe, il Re Spagnolo Filippo IV decreta ufficialmente la nascita del Comune.
Successivamente, nel 1836 il Re Borbone Ferdinando II con decreto fa annettere al Comune di Terrasini una frazione di Cinisi chiamata Favarotta, che significa sorgente. A proposito della famosa sorgente, nel 1963 furono rinvenute tantissime anfore romane e frammenti di legno di almeno due navi romane: una del III secolo a.C. ed un'altra, da carico, del I secolo d.C. Dallo studio dei reperti, si è appurato che le navi provenivano dalla Spagna e trasportavano un carico di anfore contenenti "Garum", cioè una salsa di pesce di cui i romani erano molto ghiotti. Assieme alle anfore furono rinvenuti lingotti di rame di forma circolare, provenienti anch'essi dalla Spagna. Il motivo per cui queste navi si trovavano nelle acque di Terrasini era dovuto alla necessità di rifornimento d'acqua; infatti, la sorgente di Favarotta andava a riversarsi sul mare. Si ritiene che l'affondamento sia stato causato da un improvviso temporale che avrebbe spinto le navi sugli scogli della costa.

## Monumenti e luoghi d'interesse

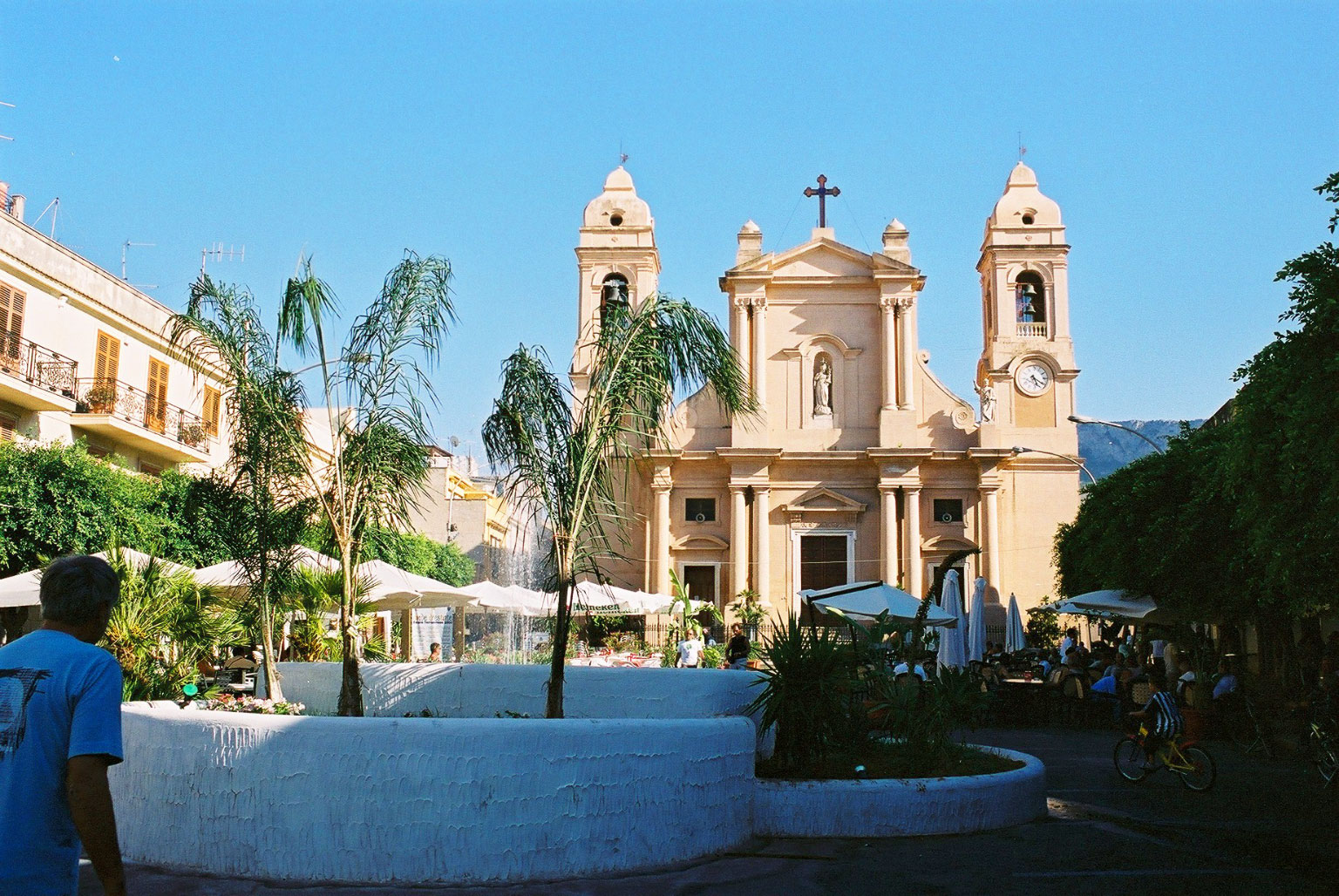
Il duomo di Terrasini.

### Piazza Duomo
Il centro della città di Terrasini è piazza Duomo, ampia e di forma rettangolare, che si allarga verso il duomo, circondata da imponenti palazzi storici risalenti al XVII e XVIII secolo. 
La piazza, lastricata con pregiato basolato di marmo siciliano, marmo di Custonaci, misura 110 metri di lunghezza per 35 metri di larghezza, il che la rende una delle piazze urbane più grandi del territorio e un punto di riferimento per tutti i cittadini, sempre in piazza sono presenti numerosi locali caratteristici nei quali è possibile mangiare il cibo locale e siciliano.
A dominare la piazza vi è il duomo. Accanto alla piazza è presente la villa di san Giuseppe, caratteristico polmone verde della città situato tra il duomo di Terrasini e un edificio settecentesco.

### Duomo
Il monumento più importante della città di Terrasini è la Chiesa di Maria Santissima delle Grazie.
La sua costruzione risale al Settecento: in quel periodo era ancora accesa la rivalità tra Terrasini e Cinisi. Un nobile di Terrasini decise insieme ai cittadini di costruire un'imponente chiesa che fosse più grande non solo di quella di Cinisi, ma anche di tutte altre chiese presenti nei centri limitrofi.
La chiesa richiese oltre venti anni di costruzione: i cittadini di Cinisi cercarono in ogni modo di ostacolarne la costruzione, alla fine intorno alla prima metà del Settecento la chiesa fu completata, in puro stile barocco.
Il duomo presenta un'imponente facciata barocca con otto colonne, quattro doriche e quattro corinzie; al centro della facciata è presente la statua di Maria Santissima delle Grazie, mentre ai lati si ergono le due statue dei Santi Pietro e San Giuseppe. Un altro elemento caratteristico della chiesa sono le due vertiginose torri, alte circa 30 metri, su cui sono installati due orologi. L'interno è invece costruito in pregiato marmo bianco scolpito da maestri siciliani, sono presenti numerosi affreschi dipinti da artisti locali.

### Palazzo Cataldi

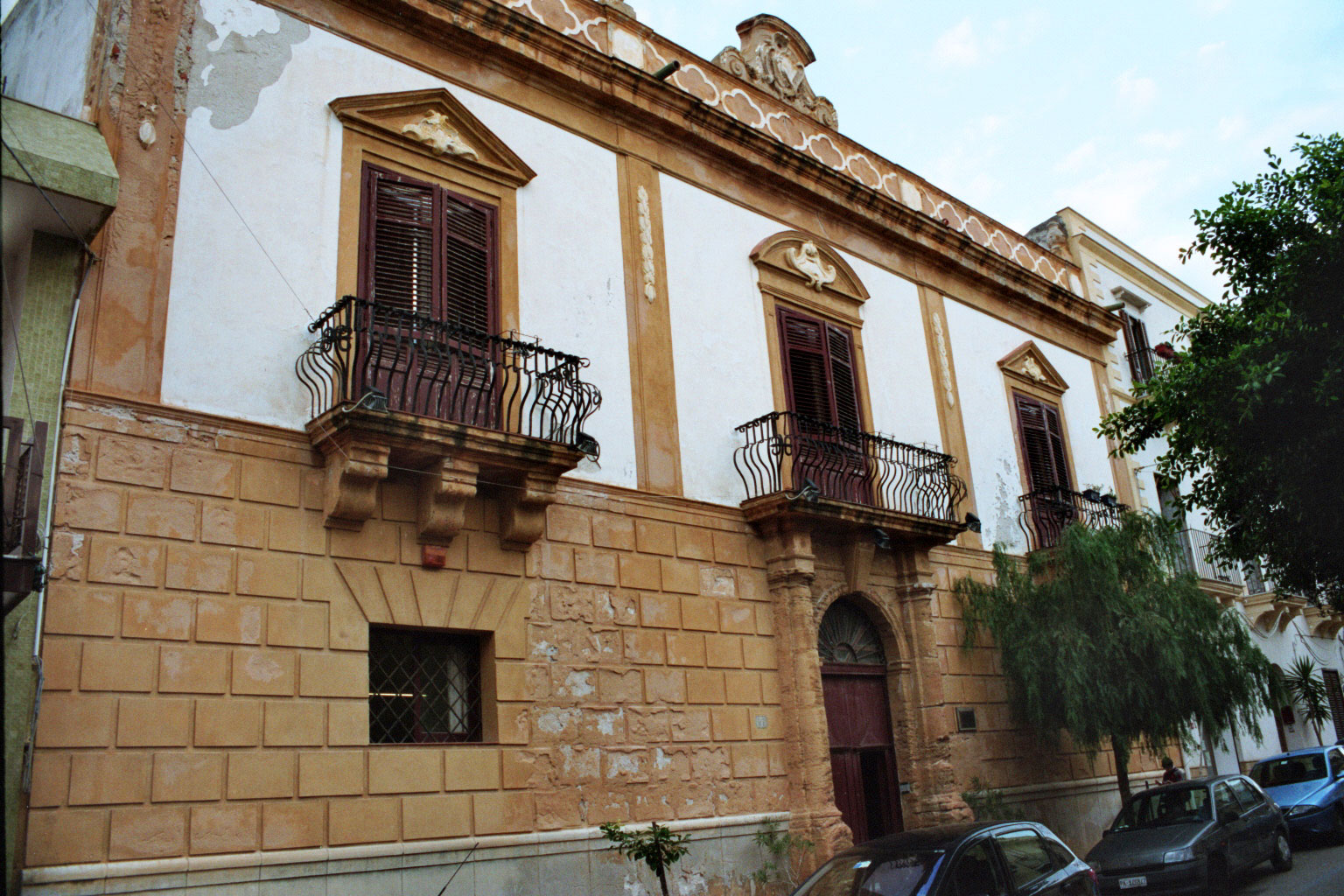
Il palazzo Cataldi.

Il palazzo Cataldi, sede della Biblioteca Comunale "Claudio Catalfio", in via Benedetto Saputo,è un edificio costruito dalla famiglia La Grua come residenza estiva, l'edificio è stile barocco ed è sormontato dallo stemma della famiglia La Grua nella parte superiore dell'edificio.
Ad oggi il palazzo Cataldi è sede della Biblioteca Comunale e raccoglie svariate collezioni di libri. 

### Monumento ai Caduti della prima guerra mondiale

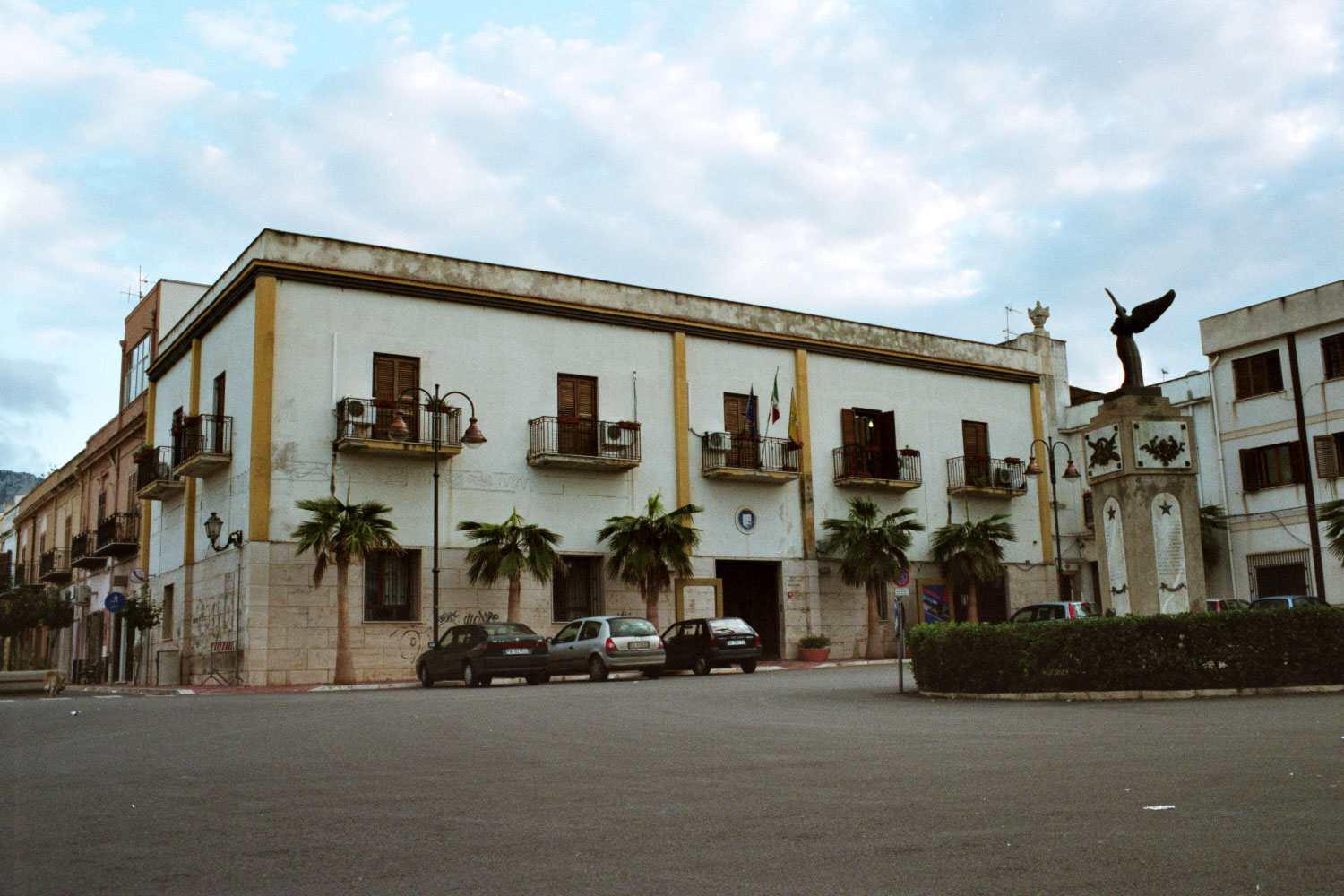
Palazzo Grua.

Al centro di Piazza Falcone e Borsellino in posizione antistante il municipio, si trova il Monumento ai Caduti, dono dei Terrasinesi residenti a Detroit, raffigurante un cippo quadrangolare in marmo che reca incisi i nomi dei terrasinesi caduti nelle due grandi guerre del secolo scorso. Il cippo è sormontato da una figura alata, probabilmente una sorta di Nike, dea della vittoria, con in mano una corona d'alloro.
Di fronte il monumenti ai caduti si innalza palazzo La Grua sede del municipio, il palazzo La Grua fu costruito dalla famiglia la Grua nel settecento; il palazzo ha perso totalmente la sua struttura settecentesca a causa di un restauro degli anni 1970, tuttavia sono state proposte diverse ipotesi di recupero per portarlo alla sua forma originale.

### Palazzo d'Aumale

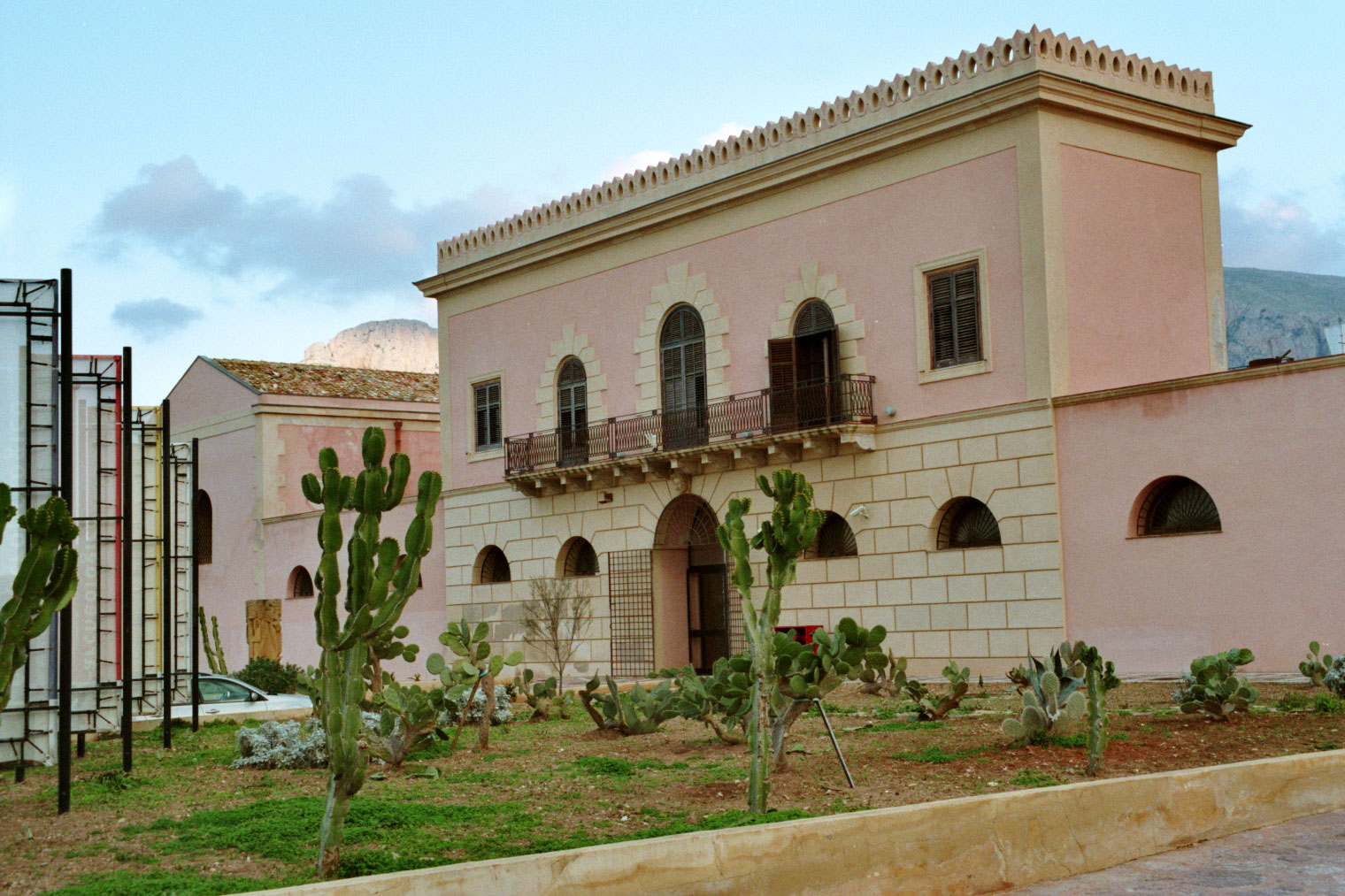
Ingresso principale palazzo D'Aumale.

Il palazzo d'Aumale dal 1984 è sede del museo civico, il museo nacque dall'unione del Museo storico-etnografico del carretto siciliano "S. Ventimiglia" che era stato fondato nel 1973 grazie all'impegno del professore Salvatore Ventimiglia con il Museo civico di storia naturale che era stato aperto nel 1981.
Il museo è composto da tre diverse aree tematiche, quella etnografica, quella naturalistica e quella archeologica. In origine il museo conservava, oltre alla collezione etnografica di Salvatore Ventimiglia, da collezioni naturalistiche quali la collezione ornitologica Sommariva, la collezione di mammiferi Orlando, entrambe donate al Comune, e dalla raccolta ornitologica di proprietà Orlando.

### Villa Fassini
Nelle verdi periferie, tra macchie di uliveti, limoneti ed aranceti, si trovano alcuni edifici degni di menzione. Prima fra tutti, Villa Fassini, in stile liberty attribuito al grande architetto Ernesto Basile. La villa, appartenuta alla potente famiglia siciliana dei Florio, è stata anche luogo di ritrovo, negli anni '70, di una nutrita ed importante comunità hippy, formata da giovani provenienti da tutta Italia ed anche dall'Europa.
Inoltre, in contrada Bagliuso, si trovano il seicentesco castello di Gazzara, appartenuto alla potente baronia locale e la caratteristica senia, strumento impiegato per l'irrigazione agricola sin dal periodo arabo, espressione della locale cultura contadina.

### Torri costiere
Il manufatto più antico esistente nel territorio comunale di Terrasini è la Torre di Capo Rama che domina l'omonimo promontorio, ricadente in zona A della Riserva Naturale Orientata Capo Rama. La torre venne costruita nel XV secolo per avvistare le imbarcazioni pirata e segnalarne la presenza attraverso i fari e risulta inserita in tutti gli elenchi ufficiali delle torri che costituivano il complesso ed articolato sistema di avvistamento costiero. La torre di Capo Rama faceva parte delle 11 torri controllate dal Senato della Città di Palermo, di cui rappresentava anche la più occidentale.

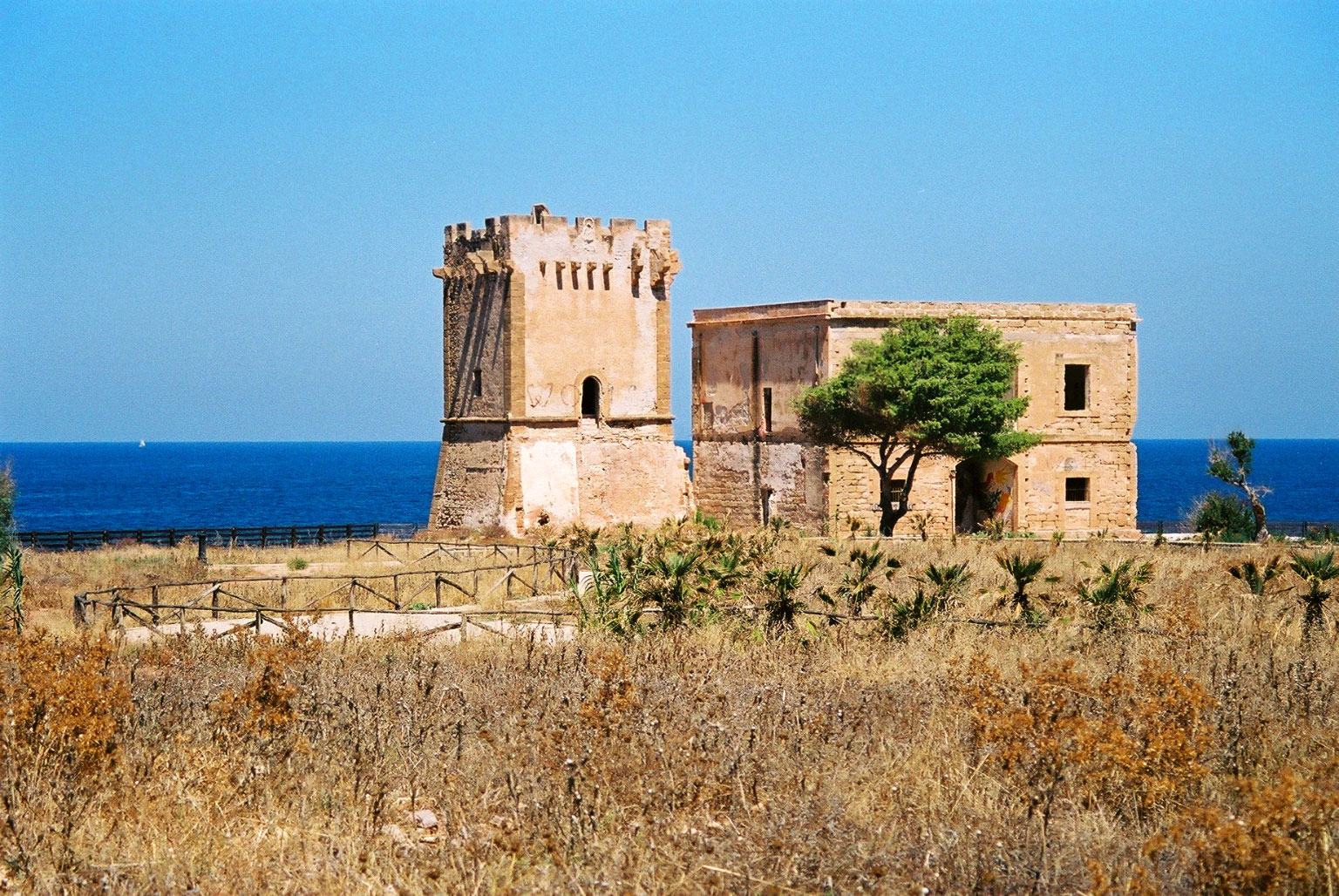
Torre Alba.

Le antiche e maestose torri d'avvistamento (Torre Alba, Torre di Capo Rama, Torre Toleda o Torre Paternella, Torre di contrada San Cataldo), servivano ad avvertire in tempo la popolazione del villaggio degli attacchi dei temibili pirati o dei ancor più temuti Saraceni. Il sistema di avvistamento, ingegnoso, prevedeva la collocazione di una torre di avvistamento ad ogni promontorio strategico del territorio, mantenendo sempre la comunicazione visiva fra una torre e l'altra, in modo tale che, in caso di emergenza, le segnalazioni luminose da una torre all'altra si trasmettessero molto velocemente in tutto il territorio.

### Altro
- Chiesa di Santa Rosalia (XVII sec.)
- Chiesa Santa Maria della Provvidenza (XIX sec)
- Chiesa Anime Sante del Purgatorio (XVII sec.)
- La senia (antico sistema di irrigazione arabo)
- Castello di Gazzara (XVII sec.)

### Aree naturali

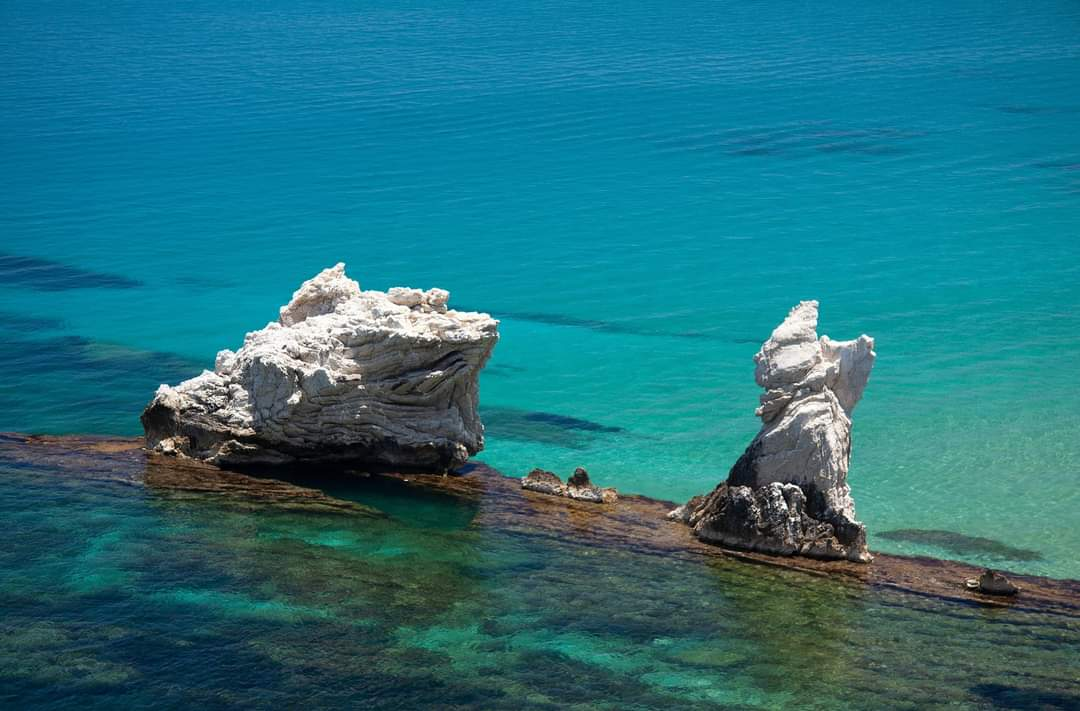
I faraglioni di Terrasini

La costa di Terrasini, che si estende dalla spiaggia della Ciucca fino a quella di San Cataldo, è di tipo misto, alternando calette pietrose ad alti e scoscesi dirupi sul mare. Nei pressi di Terrasini è situata la Riserva naturale orientata Capo Rama, istituita dalla Regione Siciliana nel giugno 2000 ed affidata in gestione al WWF Italia.
Il promontorio di Capo Rama è stato inserito nell'esclusivo elenco dei geositi italiani, località di rilevante interesse geologico di alto valore naturalistico.

## Società

### Evoluzione demografica
Abitanti censiti

### Tradizioni e folclore
Il giorno di Pasqua a Terrasini ricorre un'antica tradizione, "La Festa di li Schietti", le prime testimonianze della Festa di li Schietti risalgono intorno al 1850-1860. Composta da un comitato di scapoli che si cimentano nell'alzata, con una sola mano, di un melangolo (Arancio Amaro) di circa 50 kg.
Dal 1977 questa tradizione si celebra anche a Detroit (USA), dove un folto numero di compaesani si è riunito per far conoscere questo evento anche oltreoceano.
Dal 2012 per la prima volta nella storia l'amata festa è espatriata anche in Svizzera a Wetzikon su iniziativa di alcuni siciliani che vivendo lì per la crisi economica che ha colpito l'Italia intera, ed essendo da sempre fautori ed organizzatori della festa in territorio terrasinese, hanno sentito il bisogno di sentirsi come se fossero a Terrasini.

## Cultura

### Cinema
Terrasini è stata scelta per alcuni film e serie tv:
- La peccatrice dell'isola di Sergio Corbucci (1952): alcune scene furono girate nella spiaggia La Praiola;
- I cento passi di Marco Tullio Giordana (2000);
- Il dolce e l'amaro di Andrea Porporati (2007);
- Felicia Impastato di Gianfranco Albano (2016): in una scena si può notare la scogliera di Capo Rama.
- "Bene ma non benissimo di Francesco Mandelli (2019);
- "Viola come il mare" di Francesco VIcario (2022);
- "I fratelli Corsaro" di Francesco Miccichè (2024);[senza fonte]

### Radio
Emittenti non più attive:
- Radio Aut
- Radio Levante
- Radio Terrasini Centrale
- Studio Gamma

## Economia
L'economia della cittadina si basa prevalentemente sul turismo, con circa 600.000 presenze annuali, è uno dei comuni più visitati della Sicilia dai turisti, in maggioranza stranieri, attirati soprattutto dalle bellezze naturali e culturali della cittadina ma anche grazie alla presenza di numerose spiagge presenti nel territorio. Il turismo è attratto dalla vicinanza sia con Palermo che con San Vito Lo Capo, si sviluppa prevalentemente nella fascia costiera che alterna. Il centro è ricco di attività commerciali in prevalenza ristoranti, pizzerie e strutture ricettive extra-alberghiere. Numerosi sono i villaggi turistici tra i più rilevanti della Sicilia sia in termini di superficie che per il numero di presenze.

Terrasini ha inoltre un porticciolo, che è usato anche per portare sulla terraferma i turisti che scendono dalle navi da crociera.

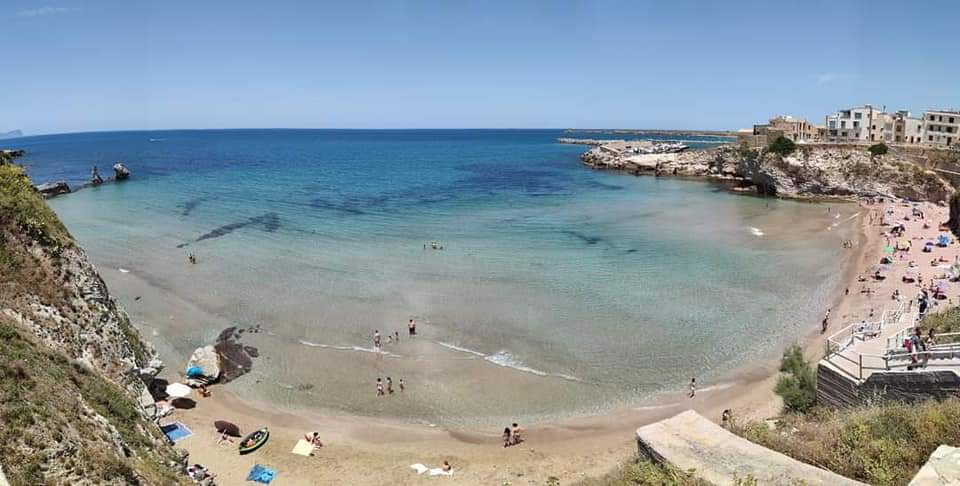
La spiaggia della praiola

Oltre al turismo un'altra importante fonte è costituita dalla pesca grazie alla presenza del porto di Terrasini nel quale sono presenti diverse imbarcazioni di piccola e media taglia, da citare infine una piccola attività agricola presente soprattutto nelle verdi periferie del territorio e nella quale si coltivano agrumi, ulivi e in generale tutti i prodotti della macchia mediterranea.

## Infrastrutture e trasporti
Terrasini è servita dall'autostrada A29 Palermo Mazara del Vallo mediante lo svincolo Terrasini, e inoltre presente una stazione ferroviaria Cinisi-Terrasini, e infine adiacente all'aeroporto internazionale Falcone e Borsellino che dista solo 10 km dal centro urbano.

## Amministrazione
Di seguito è presentata una tabella relativa alle amministrazioni che si sono succedute in questo comune.
| Periodo          | Periodo          | Primo cittadino           | Partito              | Carica              | Note  |
| ---------------- | ---------------- | ------------------------- | -------------------- | ------------------- | ----- |
| 25 agosto 1988   | 21 agosto 1989   | Claudio Catalfio          | Democrazia Cristiana | Sindaco             | [ 9 ] |
| 21 agosto 1989   | 28 maggio 1990   | Clemente Maniaci          | Democrazia Cristiana | Sindaco             | [ 9 ] |
| 28 maggio 1990   | 27 dicembre 1991 | Agostino Cardinale        | Democrazia Cristiana | Sindaco             | [ 9 ] |
| 4 febbraio 1992  | 26 maggio 1992   | Vittorio Emanuele Orlando | Democrazia Cristiana | Sindaco             | [ 9 ] |
| 12 giugno 1992   | 26 ottobre 1992  | Nicolò Cucchiara          | Democrazia Cristiana | Sindaco             | [ 9 ] |
| 16 dicembre 1993 | 1º dicembre 1997 | Manlio Mele               | lista civica         | Sindaco             | [ 9 ] |
| 1º dicembre 1997 | 11 giugno 2002   | Carmelo Carrara           | centro-destra        | Sindaco             | [ 9 ] |
| 11 giugno 2002   | 29 maggio 2007   | Antonino Randazzo         | centro-destra        | Sindaco             | [ 9 ] |
| 29 maggio 2007   | 28 gennaio 2011  | Girolamo Consiglio        | L'Unione             | Sindaco             | [ 9 ] |
| 28 gennaio 2011  | 14 giugno 2011   | Antonino Emmola           |                      | Comm. straordinario | [ 9 ] |
| 15 giugno 2011   | 6 giugno 2016    | Massimo Cucinella         | lista civica         | Sindaco             | [ 9 ] |
| 6 giugno 2016    | 13 Ottobre 2021  | Giosuè Maniaci            | centro-sinistra      | Sindaco             | [ 9 ] |
| 13 Ottobre 2021  | in carica        | Giosuè Maniaci            | lista civica         | Sindaco             | [ 9 ] |

### Altre informazioni amministrative
La città fa parte del GAL, unione comuni del golfo di Castellamare, inoltre è gemellata con le città di Warren(USA) e Osternienburger (Germania)